# Christian List
Christian List (* 7. November 1973 in Nastätten) ist Professor für Philosophie und Entscheidungstheorie an der Ludwig-Maximilians-Universität München sowie Ko-Direktor des Munich Center for Mathematical Philosophy  und Fellow der British Academy. Seine interdisziplinären Forschungen bewegen sich zwischen Philosophie, Politikwissenschaft und Ökonomie. Sein besonderes Interesse gilt der Sozialwahltheorie, Demokratietheorie, Metaphysik und der Philosophie des Geistes.

## Werdegang
List studierte Mathematik, Philosophie und Politikwissenschaften am St. Peter's College und promovierte anschließend als Stipendiat der Studienstiftung des deutschen Volkes am Nuffield College an der University of Oxford. 2014 wurde er in die Britische Akademie der Wissenschaften gewählt, die British Academy. Von 2007 bis 2020 war er Professor für Philosophie und Politikwissenschaft an der London School of Economics. Seit 2021 ist er Professor an der Ludwig-Maximilians-Universität München und Ko-Direktor des Munich Center for Mathematical Philosophy. Seit 2021 ist er Gastprofessor an der LSE im Department of Philosophy, Logic and Scientific Method. 2022 wurde List in die Bayerische Akademie der Wissenschaften gewählt, 2023 zum Mitglied der Academia Europaea.

## Publikationen (Auswahl)
Bücher
- Group Agency: the possibility, design, and status of corporate agents. Oxford University Press, Oxford, 2011. (Mit Philip Pettit)
- Why Free Will Is Real. Harvard University Press, Cambridge, 2019. ISBN 978-0-674-97958-1[9]

Artikel
- "Epistemic Democracy: Generalizing the Condorcet Jury Theorem", Journal of Political Philosophy, 9(3), 2001 (Mit R. E. Goodin)
- "Aggregating Sets of Judgments: An Impossibility Result", Economics and Philosophy, 18(1), 2002 (Mit P. Pettit)
- "Social Choice Theory and Deliberative Democracy: A Reconciliation", British Journal of Political Science, 33(1), 2003 (Mit J. S. Dryzek)
- "The Discursive Dilemma and Public Reason", Ethics, 116(2), 2006
- "Arrow's theorem in judgment Aggregation", Social Choice and Welfare, 29(1), 2007 (Mit F. Dietrich)
- "Non-Reductive Physicalism and the Limits of the Exclusion Principle", Journal of Philosophy, CVI(9), 2009 (Mit P. Menzies)
- Independence and interdependence: lessons from the hive. London School of Economics and Political Science, London, 2010. (Mit Adrian Vermeule)
- Where do preferences come from? London School of Economics and Political Science, London, 2010. (Mit Franz Dietrich)
- "The Logical Space of Democracy", Philosophy and Public Affairs, 39(3), 2011
- "A reason-based theory of rational choice", Nous, 47(1): 104–134, 2013 (Mit F. Dietrich)
- "Deliberation, Single-Peakedness, and the Possibility of Meaningful Democracy: Evidence from Deliberative Polls", Journal of Politics, 75(1), 2013 (Mit R. C. Luskin, J. S. Fishkin und I. McLean)
- "Free Will, Determinism, and the Possibility of Doing Otherwise", Nous, 48(1), 2014
- "Emergent chance", The Philosophical Review, 124 (1), 2015, pp. 119–152. (Mit Marcus Pivato)
- "Mentalism versus behaviourism in economics: a philosophy-of-science perspective", Economics and Philosophy, 32(2), 2016 (Mit F. Dietrich)
- "What matters and how it matters: A choice-theoretic representation of moral theories", Philosophical Review, 126(4), 2017 (Mit F. Dietrich)
- "What is it like to be a group agent?", Nous, 52(2), 2018